# Literatura espanyola del Realisme
Amb el terme literatura espanyola del Realisme s'engloben les obres pertanyents a un moviment literari que forma part del Realisme, un moviment cultural que es va impulsar a Europa a mitjan segle xix en minvar les tendències del moviment romàntic. És un corrent procedent de França que, cap a 1850, va desenvolupar gèrmens ja existents en el Romanticisme, sobretot el costumisme. Les idees romàntiques s'anirien dissolent a poc a poc i es començava a reaccionar contra "l'art per l'art"; la mirada d'alguns estava cansada de l'imaginatiu i pintoresc, i va pretendre observar objectivament a les persones, societat i accions contemporànies. El seu objectiu era presentar un retrat de la societat. El principal precursor va ser Vaig honorar de Balzac (1799-1850) que, amb obres com La Comèdia Humana, va imposar en la novel·la una fi moral i social. Aquesta finalitat, fent-se gairebé exclusiva, molt ràpid va conduir, en alguns autors, al Naturalisme.
El terme "realista" es va emprar per primera vegada en 1850, referit a la pintura, però es va ampliar amb posterioritat a la resta de les arts. En literatura es va plasmar majorment la novel·la. Potser un dels motius de l'èxit popular de les novel·les es troba en la seva publicació en els periòdics de l'època. Els editors utilitzaven la novel·la per lliuraments per aconseguir que el públic es veiés obligat a comprar diàriament el periòdic. L'actitud de l'escriptor realista és analítica i crítica, i se sol mantenir al marge del que relata. Les principals novel·les del segle xix eren de caràcter social, i als escriptors se'ls considerava com a "historiadors del present".
No obstant això, no s'ha d'oblidar que van seguir pervivint tendències romàntiques o es van desenvolupar unes altres que reaccionaven contra el Realisme.